# ヴェンゼル・ロベルト・フォン・ガレンベルク
ヴェンゼル・ロベルト・フォン・ガレンベルク（Wenzel Robert von Gallenberg 1783年12月28日 - 1839年3月13日）は、オーストリアの作曲家。主にバレエ音楽を作曲し、作品はウィーンやイタリアで上演された。

## 生涯
ガレンベルクはウィーンに生まれた。幼少期から音楽へ関心を示し、公的なキャリアを歩まなかった。ベートーヴェンらを教えたヨハン・ゲオルク・アルブレヒツベルガーに作曲を師事する。1801年以降は作品が出版されるようになり、ピアノ曲や管弦楽曲を作曲した。
1803年11月3日、女伯爵ジュリエッタ・グイチャルディと結婚。彼女はベートーヴェンの弟子であり、1802年にピアノソナタ第14番（月光）を献呈された人物である。夫妻は1805年にナポリ王国へ移り住み、同地では5月31日にジョゼフ・ボナパルトの栄誉を讃える演奏会を催した。大半を自作曲でそろえたこの催しは好評を博し、1806年はじめにジョゼフ・ボナパルトがナポリ国王の王位に就いた際、ガレンベルクは「バレエ監督」に任用された。こうしてナポリの宮廷劇場の音楽を任されたガレンベルクは劇団のレパートリーを拡張した。
1821年、当時ナポリの宮廷劇場の支配人を務めていた興行主のドメニコ・バルバイヤが、ウィーンの宮廷劇場であったケルントナートーア劇場の支配人を任されることになった。ガレンベルクもウィーンへと赴き、同劇場の運営委員会の院長に就任、音楽記録の保管任務を担った。1829年1月にはケルントナートーア劇場の賃借人となったものの、ガレンベルクの経済的困難により1830年5月にこの取り決めは終了となった。その後の年月をイタリアとフランスで過ごした後、1838年にローマへと隠居して1839年にこの世を去った。

## バレエ
ガレンベルクは約50作品のバレエを書いている。著名な作品を下記に抜粋する。
- Samson (Naples and Vienna, 1811)
- Arsinoe and Telemaco (Milan, 1813)
- I Riti Indiani (Milan, 1814)
- Amleto (Milan, 1815)
- Alfred der Grosse (Vienna, 1820)
- Joan d'Arc (Vienna, 1821)
- Margereta (Vienna 1822)
- Ismaana Grab (Vienna, 1823)
- La Caravana del Cairo (Naples, 1824)
- Ottavio Pinelli (Vienna, 1828)
- Das befreite Jerusalem (Vienna, 1828)
- Caesar in Egypten (Vienna, 1829)
- Theodosia (Vienna, 1831)
- Orpheus und Eurydice (Vienna, 1831)
- Agnes und Fitz Henri (Vienna, 1833)
- Biancas Wahl (Vienna, 1835)
- Latona's Rache (Vienna, 1838)